# 「邪馬台国」はなかった
『「邪馬台国」はなかった』（やまたいこくはなかった）は、邪馬台国をテーマにした古田武彦の著書。副題は「解読された倭人伝の謎」である。

## 概要
1971年（昭和46年）に朝日新聞社から単行本版が刊行された後、1977年（昭和52年）に角川文庫（角川書店）に収録され、1992年（平成4年）に朝日文庫（朝日新聞社）に収録され、2010年（平成22年）に「古田武彦・古代史コレクション」の一冊としてミネルヴァ書房から刊行された。古田武彦が45歳のときの著書であり、古田の古代史の分野での最初の単行本であり、「古田古代史学の出発点」とされる。同人のこれに続く日本古代史についての著書である『失われた九州王朝――天皇家以前の古代史――』及び『盗まれた神話――記・紀の秘密――』と合わせて「古田武彦古代史学三部作」と呼ばれている。当時古代史の専門家から在野の研究者までさまざまな人物が数多くの著書を出していた邪馬台国論争のなかでも松本清張の『古代史疑』、宮崎康平の『まぼろしの邪馬台国』、原田大六の『実在した神話』等と並んで広く話題になり、いわば「一世を風靡した」書物である。
本書の前半で古田が繰り広げた「魏志倭人伝に書かれている国名は『邪馬臺国』ではなく『邪馬壹国』である」とする説は、1969年（昭和44年）に刊行された『史学雑誌』第78巻第9号に掲載された同人の論文「邪馬壹国」で展開されたものであり、本書の後半で繰り広げられた原文改訂批判や「短里説」等の主張も史学雑誌に掲載するために執筆された論文「続・邪馬壹国」で述べられたものである。そのため古田武彦の主張に関しては専門家の間では取り上げられないことが多い。中で、本書において古田が示した学説については古田のこの後に続く多くの書籍に書かれているさまざまな主張と異なり専門家からの具体的な反論が比較的多く存在しており、古田がそれに再反論する形で論争を繰り広げている。
本書の題名について、当初古田は上記論文と同じ『邪馬壹国』とすることを考えていたが、出版社側の担当者より現在のタイトル『「邪馬台国」はなかった』にすることを提案され、古田は提案されたタイトルを刺激的＝センセーショナルなものだとは考えたものの、「ある意味で本書の主張の本質的な部分をよく表している」と考えて同意したとしている。この、「なかった」というフレーズはその後古代史学などの世界で既成概念の否定を打ち出し続けた古田によって、
- 「その時「雄略」はいなかった」『関東に大王あり――稲荷山鉄剣の密室――』
- 「遣隋使はなかった」『市民の古代 第3集』1981年（昭和56年）収録講演
- 『「姥捨て伝説」はなかった――旅は道づれ夜（よ）は歴史（ヒストリー）――』新風書房、2002年（平成14年）
- 「磐井の乱」はなかった 『古代に真実を求めて 第八集』 2005年（平成17年）収録講演
- 「釈迦三尊」はなかった 『古代に真実を求めて 第九集』 2006年（平成18年）収録講演

などの形でこれ以後の著書・論文・講演のタイトル等にしばしば使われることになり、古田の論敵である安本美典によっても『「邪馬壱国」はなかった』や『「古代九州王朝」はなかった』などの形でパロディ的に使用された。さらに2006年（平成18年）から2009年（平成21年）まで古田によって「古田武彦直接編集」を謳って発行された論文誌では、そのものずばりの『なかった――真実の歴史学――』というタイトルを使っている。

## 本書の構成
- ″邪馬一国のすすめ″
- はじめに
- 序章 わたしの方法
- 第1章 それは「邪馬台国」ではなかった
- 第2章 いわゆる「共同改定」批判
- 第3章 身勝手な「各個改定」への反論
- 第4章 邪馬壹国の探究
- 第5章 「邪馬壹国」の意味するもの
- 第6章 新しい課題
- あとがき

朝日文庫版ではこの後に、
- 「補章 二十余年の応答　朝日文庫版あとがきに代えて」

が、さらに古代史コレクション版では朝日文庫版の補章に加えて
- 「日本の生きた歴史（一）」[11]

がこの後に補章として書き加えられている。

## 書誌情報
- 『「邪馬台国」はなかった――解読された倭人伝の謎――』朝日新聞社、1971年11月11日、406頁。
- 『「邪馬台国」はなかった』角川書店〈角川文庫3876白252-1〉、1977年10月10日、416頁。ISBN 4-04-325201-3。
- 『「邪馬台国」はなかった』朝日新聞社〈朝日文庫690〉、1992年12月16日、440頁。ISBN 4-02-260741-6。
- 『「邪馬台国」はなかった――解読された倭人伝の謎――』ミネルヴァ書房〈古田武彦・古代史コレクション1〉、2010年2月20日、405,6頁頁。ISBN 978-4-6230-5178-6。

## 関連文献
- 古田武彦「邪馬壱国」『史学雑誌』第78巻第9号、山川出版社、1969年9月、45-83頁、ISSN 0018-2478。
- 古田武彦『失われた九州王朝――天皇家以前の古代史――』朝日新聞社、1973年。
  - 古田武彦『失われた九州王朝』角川書店〈角川文庫〉、1979年3月。
  - 古田武彦『失われた九州王朝』朝日新聞社〈朝日文庫〉、1993年2月。ISBN 4-02-260750-5。
  - 古田武彦『失われた九州王朝――天皇家以前の古代史――』ミネルヴァ書房〈古田武彦・古代史コレクション2〉、2010年2月。ISBN 978-4-623-05184-7。
- 古田武彦『盗まれた神話――記・紀の秘密――』朝日新聞社、1975年。
  - 古田武彦『盗まれた神話――記・紀の秘密――』角川書店〈角川文庫〉、1979年6月。
  - 古田武彦『盗まれた神話――記・紀の秘密――』朝日新聞社〈朝日文庫〉、1994年1月。ISBN 4-02-260783-1。
  - 古田武彦『盗まれた神話――記・紀の秘密――』ミネルヴァ書房〈古田武彦・古代史コレクション3〉、2010年3月。ISBN 978-4-623-05185-4。

以上の二作は本書と合わせて「古田武彦古代史学三部作」とされる。
- 古田武彦『多元的古代の成立』 「上」――邪馬壹国の方法――、駸々堂出版、1983年3月25日。ISBN 4-397-50148-3。
本書の元になった論文「邪馬壹国」及び「続・邪馬壹国」を収録した論文集。
- 古田武彦ほか著「「邪馬台国」はなかった＝その後」『日本古代史の謎』朝日新聞社、1975年。
本書で展開された主張のその後の発展について述べた文書「「邪馬台国」はなかった――その後――」を収録している。
- 新・東方史学会編 編『東方の史料批判　「正直な歴史」からの挑戦　『「邪馬台国」はなかった』発刊三十周年記念講演会講演録』新・東方史学会、2001年12月。
- 安本美典『「邪馬壱国」はなかった　古田武彦説の崩壊』新人物往来社、1979年1月。
  - 安本美典『邪馬一国はなかった』徳間書店〈徳間文庫〉、1988年9月。ISBN 4-19-598606-0。

古田武彦の論敵である安本美典が本書の内容を中心とした古田武彦の説を批判した書籍であり、書籍のタイトル自体も本書『邪馬台国はなかった』のパロディーになっている。
- 安本美典『古代九州王朝はなかった　古田武彦説の虚構』新人物往来社、1986年6月。ISBN 4-404-01352-3。
- 吉田晶「古代国家の形成」『岩波講座日本歴史 2（古代 2）』岩波書店、1975年。ASIN B000J9ETMW。